# Prionota flaviceps
Prionota flaviceps là một loài ruồi trong họ Ruồi hạc (Tipulidae). Chúng phân bố ở vùng Indomalaya.